# Équipe de Norvège espoirs de football
Maillots

L'équipe de Norvège espoirs de football est une sélection des meilleurs jeunes footballeurs norvégiens, constituée sous l'égide de la Fédération de Norvège de football. Elle prend part au championnat d'Europe espoirs, organisé tous les deux ans par l'UEFA. L'âge limite pour participer au tournoi est de 21 ans au début de la phase de qualification. 

## Parcours au Championnat d'Europe de football espoirs
- 1978 : Non qualifié
- 1980 : Non qualifié
- 1982 : Non qualifié
- 1984 : Non qualifié
- 1986 : Non qualifié
- 1988 : Non qualifié
- 1990 : Non qualifié
- 1992 : Non qualifié
- 1994 : Non qualifié
- 1996 : Non qualifié
- 1998 :  3e
- 2000 : Non qualifié
- 2002 : Non qualifié
- 2004 : Non qualifié
- 2006 : Non qualifié
- 2007 : Non qualifié
- 2009 : Non qualifié
- 2011 : Non qualifié
- 2013 : Demi-finale
- 2015 : Non qualifié
- 2017 : Non qualifié
- 2019 : Non qualifié
- 2021 : Non qualifié
- 2023 : 1er tour

## Effectif en 2022
Les joueurs suivants ont été appelés pour disputer des matchs amicaux contre la Suisse et l'Espagne les 24 et 27 septembre 2022,.
Gardiens
- Kristoffer Klaesson
- Mads Hedenstad Christiansen
- Magnus Smelhus Sjøeng

Défenseurs
- Sebastian Sebulonsen
- Henrik Heggheim
- Jesper Daland
- Leo Fuhr Hjelde
- Aaron Kiil Olsen
- Colin Rösler
- Warren Kamanzi

Milieux
- Chrístos Zafíris
- Johan Hove
- Kristian Arnstad
- Tobias Christensen
- Halldor Stenevik
- Joshua Kitolano

Attaquants
- Noah Jean Holm
- Oscar Bobb
- Daniel Karlsbakk
- Erik Botheim
- Joel Mvuka
- Osame Sahraoui